# Alistair Cockburn
Alistair Cockburn é um cientista da computação americano, um dos iniciadores do movimento ágil de desenvolvimento de software. Ele co-assinou (com outros 16)  o Manifesto para Desenvolvimento Ágil de Software . 

## vida e carreira
Cockburn iniciou sua pesquisa sobre os métodos de desenvolvimento de software orientado a objetos (OO) enquanto trabalhava na IBM. Em 1994, fundou a empresa "Humans and Technology" em Salt Lake City. Ele é graduado em ciência da computação pela Case Western Reserve University e obteve seu doutorado pela Universidade de Oslo em 2003.
Cockburn é um renomado colaborador do desenvolvimento ágil de software, tendo participado da elaboração do Manifesto em 2001, da Declaração de Interdependência do PM ágil em 2005 e da fundação do Consórcio Internacional para Ágil em 2009, juntamente com Ahmed Sidky e Ash Rofail. Ele é reconhecido como o principal defensor do uso de casos de uso para documentar processos de negócios e requisitos comportamentais de software, além de ser o criador da Escala Cockburn, utilizada para categorizar projetos de software.
As metodologias da família Crystal (por exemplo, Crystal Clear), descritas por Alistair Cockburn, são consideradas exemplos de metodologia leve . A família Crystal é codificada por cores para indicar o “peso” da metodologia necessária. Assim, um grande projeto que tenha consequências que envolvam risco à vida humana utilizaria os métodos Crystal Sapphire ou Crystal Diamond. Um projeto pequeno pode usar Crystal Clear, Crystal Yellow ou Crystal Orange.
Cockburn apresentou sua Arquitetura Hexagonal (2005) como uma solução para problemas com camadas, acoplamento e emaranhamento tradicionais.
Em 2015, Alistair lançou o movimento Heart of Agile, que é apresentado como uma resposta ao estado excessivamente complexo da indústria Agile.

## Publicações selecionadas
- Sobrevivendo a projetos orientados a objetos, Alistair Cockburn, 1ª edição, dezembro de 1997, Addison-Wesley Professional,ISBN 0-201-49834-0 .
- Escrevendo casos de uso eficazes, Alistair Cockburn, 1ª edição, janeiro de 2000, Addison-Wesley Professional,ISBN 0-201-70225-8 .
- Agile Software Development, Alistair Cockburn, 1ª edição, dezembro de 2001, Addison-Wesley Professional,ISBN 0-201-69969-9 .
- Patterns for Effective Use Cases, Steve Adolph, Paul Bramble, com Alistair Cockburn, colaboradores de Andy Pols, agosto de 2002, Addison-Wesley Professional,ISBN 0-201-72184-8 .
- Pessoas e metodologias em desenvolvimento de software, Alistair Cockburn, fevereiro de 2003, D.Ph. dissertação, University of Oslo Press [3]
- Claro como cristal : Uma metodologia movida a energia humana para equipes pequenas, Alistair Cockburn, outubro de 2004, Addison-Wesley Professional,ISBN 0-201-69947-8 .
- Desenvolvimento Ágil de Software: O Jogo Cooperativo, Alistair Cockburn, 2ª edição, outubro de 2006, Addison-Wesley Professional,ISBN 0-321-48275-1 ,ISBN 978-0-321-48275-4 .